# Miran Srebrnič
Milan Srebrnič (Nova Gorica, 8 gennaio 1970) è un allenatore di calcio ed ex calciatore sloveno, di ruolo difensore, tecnico del Bilje.

## Carriera

### Club
Ha militato per tutti 13 anni della sua carriera professionistica nelle file del Gorica.

### Nazionale
Ha giocato in 6 occasioni con la nazionale slovena tra il 1996 e il 1998, debuttando il 21 maggio 1996 nell'amichevole pareggiata per 2-2 contro gli Emirati Arabi Uniti.

## Statistiche

### Cronologia presenze e reti in nazionale
| Cronologia completa delle presenze e delle reti in nazionale ― Slovenia | Cronologia completa delle presenze e delle reti in nazionale ― Slovenia | Cronologia completa delle presenze e delle reti in nazionale ― Slovenia | Cronologia completa delle presenze e delle reti in nazionale ― Slovenia | Cronologia completa delle presenze e delle reti in nazionale ― Slovenia | Cronologia completa delle presenze e delle reti in nazionale ― Slovenia | Cronologia completa delle presenze e delle reti in nazionale ― Slovenia | Cronologia completa delle presenze e delle reti in nazionale ― Slovenia |
| Data                                                                    | Città                                                                   | In casa                                                                 | Risultato                                                               | Ospiti                                                                  | Competizione                                                            | Reti                                                                    | Note                                                                    |
| ----------------------------------------------------------------------- | ----------------------------------------------------------------------- | ----------------------------------------------------------------------- | ----------------------------------------------------------------------- | ----------------------------------------------------------------------- | ----------------------------------------------------------------------- | ----------------------------------------------------------------------- | ----------------------------------------------------------------------- |
| 21-5-1996                                                               | Lubiana                                                                 | Slovenia                                                                | 2 – 2                                                                   | Emirati Arabi Uniti                                                     | Amichevole                                                              | -                                                                       | 46’                                                                     |
| 18-3-1997                                                               | Linz                                                                    | Austria                                                                 | 0 – 2                                                                   | Slovenia                                                                | Amichevole                                                              | -                                                                       | 89’                                                                     |
| 2-4-1997                                                                | Spalato                                                                 | Croazia                                                                 | 3 – 3                                                                   | Slovenia                                                                | Qual. Mondiali 1998                                                     | -                                                                       | 29’                                                                     |
| 11-10-1997                                                              | Lubiana                                                                 | Slovenia                                                                | 1 – 3                                                                   | Croazia                                                                 | Qual. Mondiali 1998                                                     | -                                                                       | 73’                                                                     |
| 5-2-1998                                                                | Germasogeia                                                             | Islanda                                                                 | 0 – 3                                                                   | Slovenia                                                                | Amichevole                                                              | -                                                                       | 46’                                                                     |
| 9-2-1998                                                                | Limassol                                                                | Cipro                                                                   | 1 – 0                                                                   | Slovenia                                                                | Amichevole                                                              | -                                                                       | 56’                                                                     |
| Totale                                                                  |                                                                         | Presenze                                                                | 6                                                                       |                                                                         | Reti                                                                    | 0                                                                       |                                                                         |

## Palmarès

### Giocatore

#### Competizioni nazionali
- Campionato sloveno: 4

Gorica: 1995-1996, 2003-2004, 2004-2005, 2005-2006
- Supercoppa di Slovenia: 1

Gorica: 1996
- Coppa di Slovenia: 2

Gorica: 2000-2001, 2001-2002